# Flugplatz Linkenheim

i7
i11
i13
Der Flugplatz Linkenheim (ICAO-Code: EDRI) ist ein Sonderlandeplatz im Landkreis Karlsruhe. Der Platz dient hauptsächlich dem Segelflug. Er ist für Segelflugzeuge, Motorsegler und Motorflugzeuge mit einem zulässigen Höchstgewicht von bis zu zwei Tonnen zugelassen.